# Política do Laos
A política do Laos pode ser descrita como um regime comunista clássico, com partido único, o Partido Popular Revolucionário do Laos (LPRP). O chefe de Estado é o presidente Choummaly Sayasone, que também é secretário-geral do LPRP. O chefe de governo é o primeiro-ministro Bouasone Bouphavanh.
O Laos é um país com dificuldades econômicas, com população de 6,2 milhões de habitantes e uma economia ainda predominantemente agrícola, sem saída para o mar e com rede rudimentar de transporte e de comunicações.

## Cultura política
A primeira constituição monárquica e francesa do Laos foi promulgada em 11 de maio de 1947 e declarada como um estado independente dentro da União Francesa. A Constituição revisada de 11 de maio de 1957, omitiu a referência à União Francesa, embora persistissem estreitos laços educacionais, de saúde e técnicos com o antigo poder colonial. O documento de 1957 foi revogado em 3 de dezembro de 1975, quando um estado comunista foi proclamado.
Uma nova constituição foi adotada em 1991 e consagrou um "papel de liderança" para o Partido Popular Revolucionário do Laos. No ano seguinte, foram realizadas eleições para uma nova Assembleia Nacional de 85 lugares, com membros eleitos por voto secreto para mandatos de cinco anos. Esta Assembleia Nacional aprova todas as novas leis, embora o poder executivo mantenha a autoridade para emitir decretos vinculativos.

### Insurgência
No início dos anos 2000, ataques a bomba contra o governo ocorreram, juntamente com pequenas trocas de fogo, em todo o Laos. Uma variedade de diferentes grupos reivindicaram a responsabilidade, incluindo o Comitê para a Independência e Democracia no Laos e o Movimento dos Cidadãos do Laos para a Democracia.